# Storm Jameson
Margaret Storm Jameson (n. 8 ianuarie 1891, Whitby, Anglia, Regatul Unit al Marii Britanii și Irlandei – d. 30 septembrie 1986) a fost o jurnalistă și scriitoare engleză, cunoscută pentru romanele și recenziile ei critice.

## Viața și opera
Jameson s-a născut în Whitby, Yorkshire, și a urmat pentru scurt timp cursurile școlare la Scarborough, înainte de a studia la Universitatea din Leeds. S-a mutat la Londra, unde a obținut o diplomă de Master of Arts la King's College London în 1914 și apoi a predat înainte de a deveni scriitoare profesionistă. S-a căsătorit cu istoricul și publicistul Guy Chapman, dar a continuat să publice sub numele ei de fată, Storm Jameson. Deși ea și-a folosit preponderent propriul nume, ea a publicat, de asemenea, trei romane sub pseudonim în 1937/1938. Primele două au fost publicate sub pseudonimul James Hill, iar a treia sub numele de William Lamb.
Jameson a fost președintele filialei britanice a asociației International PEN, din 1939, și a dus o muncă activă pentru ajutorarea scriitorilor refugiați. Ea a fost membru fondator al Peace Pledge Union. Jameson avea convingeri socialiste în anii 1930, deși izbucnirea celui de-al Doilea Război Mondial a provocat-o să se dezică de pacifismul ei și să adopte mai târziu idei anticomuniste. Cu toate acestea, ea a rămas o susținătoare a Partidului Laburist. În afară de romane, Jameson a mai scris trei autobiografii.
Jameson a scris mai multe romane științifico-fantastice. In the Second Year (1936) este o distopie cu o acțiune situată într-o
Mare Britanie fascistă. Then We Shall Hear Singing descrie o invazie nazistă petrecută într-un viitor apropiat într-o țară imaginară.
Cartea ei cea mai controversată este Modern Drama in Europe, o analiză critică a progreselor înregistrate în domeniul dramei în prima parte a secolului al XX-lea. Dacă majoritatea criticilor ei sunt extrem de critice și, uneori, malițioase, îndrăzneala ei atinge apogeul atunci când afirmă că William Butler Yeats „reprezintă ultimul stadiu în imbecilitatea simbolică”.
Volumul de nuvele Women Against Men a fost admirat de criticul ziarului The Times, Harold Strauss, care a declara: „Atât de completă este arta ei, atât de instinctivă este măiestria, atât de superlativă este selecția artistică, încât o evaluare temperată a operei ei este dificilă pentru un cercetător al romanului.” Jameson a scris cuvântul introductiv la ediția britanică din 1952 a Jurnalului Annei Frank.
Romanul Last Score a fost lăudat de către Ben Ray Redman în Saturday Review of Literature. Redman a descris Last Score ca „unul dintre cele mai bune ale lui Storm Jameson” și a declarat că „rețeaua complexă de relații umane este cea care dă amploarea și profunzimea acestui roman”.
O biografie realizată de Jennifer Birkett, profesoară de literatură franceză la Universitatea din Birmingham, a fost publicată de Oxford University Press în martie 2009. O a doua biografie, Life in the Writings of Storm Jameson: A Biography a lui Elizabeth Maslen, a fost publicată de Northwestern University Press în 2014.
Universitatea din Leeds are acum o clădire numită după ea, Storm Jameson Court.

## Cărți

### Cărți cu Mary Hervey Russell
- Company Parade (1934) The Mirror in Darkness I
- Love in Winter (1935) The Mirror in Darkness II
- None Turn Back (1936) The Mirror in Darkness III
- The Journal of Mary Hervey Russell (1945)
- Before the Crossing (1947)
- The Black Laurel (1947)

### Cărți din seria Triumph of Time
- The Lovely Ship (1927) The Triumph of Time I
- The Voyage Home (1930) The Triumph of Time II
- A Richer Dust (1931) The Triumph of Time III
- The Triumph of Time (trei volume într-unul) (1932)

### Ficțiune
- The Pot Boils (1919)
- The Happy Highways (1920)
- The Clash (1922)
- Lady Susan and Life: An Indiscretion (1923)
- The Pitiful Wife (1923)
- Three Kingdoms (1926)
- Farewell to Youth (1928)
- Full Circle: A Play in One Act (1928), dramă
- The Single Heart (1932), nuvelă
- That Was Yesterday (1932)
- Women Against Men (1933), trei nuvele
- A Day Off (1933), nuvelă
- In the Second Year (1936)
- The Moon is Making (1937)
- Delicate Monster (1937)
- Loving Memory (1937), roman publicat sub pseudonimul James Hill
- The World Ends (1937), roman publicat sub pseudonimul William Lamb
- Here Comes a Candle (1938)
- No Victory For the Soldier (1938), roman publicat sub pseudonimul  James Hill
- Farewell Night, Welcome Day (1939)
- Cousin Honoré (1940)
- Europe to Let (1940)
- The Fort (1941)
- Then We Shall Hear Singing: A Fantasy in C Major (1942)
- Cloudless May (1943)
- The Other Side (1946)
- The Moment Of Truth (1949)
- The Green Man (1952)
- The Hidden River (1955)
- The Intruder (1956)
- A Cup of Tea for Mr. Thorgill (1957)
- A Ulysses Too Many (1958)
- A Day Off (1959), povestiri, nuvele
- Last Score, or the Private Life of Sir Richard Ormston (1961)
- The Road from the Monument (1962)
- A Month Soon Goes (1962)
- The Aristide Case (1964)
- The Early Life of Stephen Hind (1966)
- The White Crow (1968)
- There Will Be A Short Interval (1973)

### Non-ficțiune
- Modern Drama in Europe (1920), critică literară
- The Georgian Novel and Mr. Robinson (1929), critică literară
- The Decline of Merry England (1930), istorie
- The Novel in Contemporary Life (1938), eseuri critice
- No Time Like the Present (1933), autobiografie
- Challenge to Death (1935), editor, eseuri
- The Soul of Man in an Age of Leisure (1935), pamflet
- Civil Journey (1939), eseuri
- The End of This War (1941), eseuri
- London Calling : A Salute to America (1942), editor, povestiri
- The Writer's Situation (1950), eseuri
- Morley Roberts: The Last Eminent Victorian (1961), biografie
- Journey from the North (vol. 1 – 1969, vol. 2 – 1970), autobiografie
- Parthian Words (1970), critică literară
- Speaking of Stendhal (1979), critică literară